# حزب ملی توسعه و رفاه
حزب ملی توسعه و رفاه (عربی:الحزب الوطنی للتنمیة والرفاه) یک حزب سیاسی کوچک در لیبی است که در کنگره عمومی ملی نمایندگی دارد. این حزب در سال ۲۰۱۲ توسط علی زیدان، اولین نخست‌وزیر کشور تحت عنوان دولت لیبی تأسیس شد.